# كاستيلتشيفيتا
كاستيلتشفيتا ( Cilentan : A Castellucce ) هي بلدة ومدينة في مقاطعة ساليرنو في منطقة كامبانيا جنوب غرب إيطاليا .

## الجغرافيا
تقع المدينة في وسط سيلينتو، على الجانب الغربي من جبال ألبورني، وأراضيها جزء من متنزه سيلينتو وفالو دي ديانو الوطني. تجاورها بلديات ألبانيلا، ألتافيلا سلنتينا، أكوارا، كونتروني (أقرب بلدة)، أوتاتي، روكاداسبيدي، بوستيغليوني، سيسيغنانو ديلي ألبورني .

## المعالم السياحية الرئيسية
تعد كاستيلتشيفيتا موطنًا لمنطقة جذب سياحي شهيرة، وهي كاستيلتشفيتا التي تقع على بعد 1.5 كم في الوادي، على ضفاف نهر كالور.

## روابط خارجية
- الموقع الرسمي باللغة الإيطالية
- باللغة الإيطالية الموقع الرسمي للكهوف